# Тарногродский, Николай Павлович
Николай Павлович Тарногродский (укр. Микола Павлович Тарногродський ; 16 (28) августа 1894 год, Залесцы, Каменец-Подольский уезд, Подольская губерния (ныне Дунаевецкий район Хмельницкой области Украины) — 31 января 1938, Оренбург, СССР) — большевистский революционер, участник борьбы за установление Советской власти на Украине. Советский государственный деятель.

## Биография
Родился в крестьянской семье. С 1905 года жил в Виннице, где посещал реальное училище. С 1914 года учился на медицинском факультете Киевского университета, участвовал в работе городской социал-демократической организации.
Член РСДРП(б) с 1915 года. В 1916 году был арестован и заключён в тюрьму. После Февральской революции 1917 года — председатель Винницкого комитета РСДРП(б), с июля — член областного комитета большевистской партии Юго-Западного края. В октябре 1917 года — председатель Винницкого ревкома.
В 1918 году назначен членом Киевского подпольного обкома КП(б)У. В 1919 году — председатель Подольского губисполкома и член бюро губкома партии, затем работал в Зафронтовом бюро ЦК КП(б)У, заведующим отделом ЦК КП(б)У. В 1920—1922 годах — председатель Подольского губревкома; секретарь Полтавского губревкома и губкома КП(б)У. С 1922 года — на ответственной партийной работе на Урале, Северном Кавказе, Дальнем Востоке, в Исполкоме Коминтерна.
Избирался делегатом XII, XIII, XVI-го съездов ВКП(б). Был членом ВЦИК и ВУЦИК.
В 1937 году арестован по обвинению в связях с троцкистами и 31 января 1938 года расстрелян в Оренбурге. Реабилитирован посмертно 4 июля 1957 года.